# Skašovský buk
Skašovský buk byl památný strom ve Skašově v okrese Plzeň-jih. Buk lesní (Fagus sylvatica L.) rostl na okraji lesa u cesty ze Skašova kolem domu čp.62,  v nadmořské výšce 534 m. Byl 24 m vysoký s obvodem kmene 410 cm (měřeno 2009). Strom byl chráněn od 11. března 2006 jako strom s pověstí.
Ke Skašovskému buku patřil malý příběh. Byl na něm umístěn malý obrázek, ke kterému se chodili lidé modlit a načerpávat sílu. Obrázek pak do stromu zarostl.
Ochrana stromu byla zrušena 31.01.2024.

## Památné stromy v okolí
- Skašovská lípa